# Auguste Aymard
Pour les articles homonymes, voir Aymard.
Auguste Aymard, né le 5 décembre 1808 au Puy-en-Velay (Haute-Loire), et mort le 26 juin 1889 dans cette même ville,, est un préhistorien et paléontologue français. Il est célèbre pour sa découverte et pour l'invention de l'espèce fossile Entelodon magnus, grand mammifère du sous-ordre des Suina.

## Biographie
Auguste Aymard a travaillé comme archiviste départemental de la Haute-Loire et conservateur du Musée du Puy-en-Velay. Il a été membre puis président de la Société académique du Puy-en-Velay et de la Haute-Loire. Il découvrit des sites archéologiques et y entreprit des fouilles, notamment au Puy, à Polignac et à Espaly-Saint-Marcel.

## Inventeur du genreEntelodon

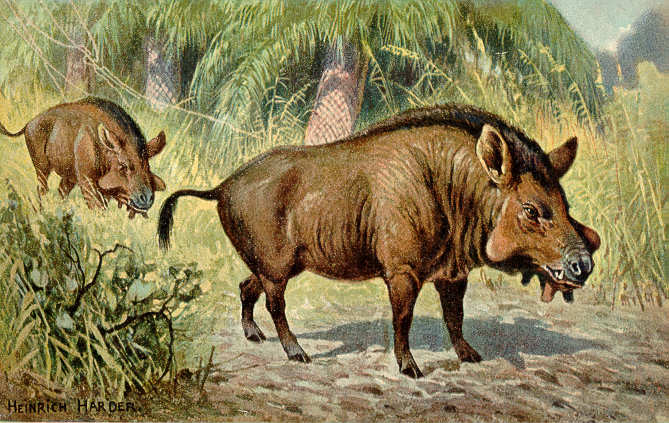
Entelodon sp. (vue d'artiste)

Il a décrit l'espèce Entelodon magnus, découverte en Haute-Loire en 1842 dans des sédiments de l'Oligocène,.
Elle constitue aujourd'hui l'espèce-type pour le genre Entelodon et a donné son nom à la famille éteinte d'artiodactyles des Entelodontidae.

## Publications
- « Notice sur le monument élevé au connétable Bertrand Duguesclin, dans l'église de Saint-Laurent », Annales de la Société d'agriculture, sciences, arts et commerce du Puy, Le Puy-en-Velay,‎ 1834 (lire en ligne)
- « Notice sur une découverte de monnaies du moyen-âge : 800 monnaies découvertes en 1838 à Espaly », Annales de la Société d'agriculture, sciences, arts et commerce du Puy,‎ 1837 (lire en ligne)
- « Recherches sur des Inscriptions inédites ou peu connues », Annales de la Société d'agriculture, sciences, arts et commerce du Puy,‎ 1842 (lire en ligne)
- « Essai monographique sur un nouveau genre de Mammifère fossile trouvé dans la Haute-Loire, et nommé Entélodon », Annales de la Société d'agriculture, sciences, arts et commerce du Puy,‎ 1842 (lire en ligne)
- [1847] « Des fossiles humains trouvés sur la Montagne de Denize, près le Puy, des ossements de mammifère signalés dans les divers dépôts de la Haute-Loire, et de l'époque probable de leur enfouissement », Bulletin de la Société géologique de France, t. 5, 2e série, séance du 22 novembre 1847,‎ 1847, p. 49- (lire en ligne [sur biodiversitylibrary.org], consulté en août 2021).
- [1848] « Essai monographique sur un nouveau genre de Mammifère fossile trouvé dans la Haute-Loire, et nommé Entélodon », Annales de la Société d'agriculture, sciences, arts et commerce du Puy, t. 12,‎ 1848, p. 227–268 (résumé).
- « Église du quinzième siècle et porte sculptée du onzième à La Voûte-Chilhac », Annales de la Société d'agriculture, sciences, arts et commerce du Puy,‎ 1849 (lire en ligne)
- « Ancienne Peinture murale représentant les arts libéraux découverte dans l'un des bâtiments claustraux de la cathédrale », Annales de la Société d'agriculture, sciences, arts et commerce du Puy,‎ 1850 (lire en ligne)
- « Inventaire qui contient les Titres et Privilèges de la maison Consulaire de la ville du Puy », Annales de la Société d'agriculture, sciences, arts et commerce du Puy,‎ 1850 (lire en ligne)
- « Rapport sur le Chemin de fer grand-central : section de Lempdes à Saint-Etienne par le Puy », Annales de la Société d'agriculture, sciences, arts et commerce du Puy,‎ 1852 (lire en ligne)
- « Notes historiques sur le bourg de Fay-le-Froid et les coutumes seigneuriales de son mandement en 1517 », Annales de la Société d'agriculture, sciences, arts et commerce du Puy,‎ 1853 (lire en ligne)
- « Fragment de sarcophage chrétien du Ve siècle conservé au musée du Puy », Annales de la Société d'agriculture, sciences, arts et commerce du Puy,‎ 1853 (lire en ligne)
- [1854] « Acquisitions d’ossements fossiles trouvés à Sainzelle, commune de Polignac; aperçu descriptif sur ce curieux gisement et détermination des espèces fossiles qu’il renferme », Annales de la Société d'agriculture, sciences, arts et commerce du Puy, t. 18,‎ 1854, p. 51–54 (lire en ligne).
- [1854] « Des terrains fossilifères du bassin supérieur de la Loire », Comptes-rendus des Séances de l'Académie des Sciences de Paris, t. 38,‎ janvier-juin 1854, p. 673–677 (lire en ligne).
- [1855] « Sur les cavernes du Velay qui ont été anciennement habitées », Congrès scientifique de France, Le Puy,‎ 1855, p. 654.
- [1856] Recherches archéologiques dans la Haute-Loire, Le Puy, impr. de Vve Guilhaume, 1856, 45 p. (présentation en ligne).
- « Le Géant du rocher de Corneille », Annales de la Société d'agriculture, sciences, arts et commerce du Puy,‎ 1859 (lire en ligne)
- « Fouilles au Puy et Recherches historiques sur cette ville », Annales de la Société d'agriculture, sciences, arts et commerce du Puy,‎ 1864 (lire en ligne)
- « Rapport à la Société académique du Puy sur une villa gallo-romaine dont les murs de fondation ont été découverts au terroir de la Dreit, commune d'Espaly-Saint-Marcel, près le Puy », Annales de la Société d'agriculture, sciences, arts et commerce du Puy,‎ 1866 (lire en ligne)
- « Découverte d'antiquités effectuée à la cathédrale du Puy, en 1865 et 1866 », Annales de la Société d'agriculture, sciences, arts et commerce du Puy,‎ 1866 (lire en ligne)
- « Les premiers évêques du Puy : Étude critique sur leur ordre de succession et sur la date de la translation du siège épiscopal de Saint-Paulien au Puy », Annales de la Société d'agriculture, sciences, arts et commerce du Puy,‎ 1868 (lire en ligne)
- « Ancienne route ou estrade du Puy au Forez : étude historique », Annales de la Société d'agriculture, sciences, arts et commerce du Puy,‎ 1868 (lire en ligne)
- « Antiquités préhistoriques gauloises et gallo-romaines du Cheylounet, commune de Saint-Vidal (Haute-Loire) », Annales de la Société d'agriculture, sciences, arts et commerce du Puy,‎ 1870 (lire en ligne)
- Lettres de bourgeoisie accordées à des habitants de la ville du Puy, aux XVIIe et XVIIIe siècles  (Wikisource) in Mémoires et procès-verbaux de la Société des amis des sciences, de l’industrie et des arts de la Haute-Loire, Tome 1, 1878, pp. 249-267.
- Monuments et indices préhistoriques ; enquête dans la région supérieure du plateau central de la France  (Wikisource) (pierres à bassins, mégalithes et autres roches et pierres légendaires) in Mémoires et procès-verbaux de la Société des amis des sciences, de l’industrie et des arts de la Haute-Loire, Tome 1, 1878, pp. 323-339.